# Empis angorae
Empis angorae är en tvåvingeart som beskrevs av Collin 1937. Empis angorae ingår i släktet Empis och familjen dansflugor. Inga underarter finns listade i Catalogue of Life.